# Enrique Guinea
Enrique Guinea Maquíbar (Vitoria-Gasteiz, 1874 - ?, 1944) est un photographe espagnol.

## Biographie
Enrique Guinea donne plusieurs milliers de négatifs aux archives municipales Pilar Aróstegui de Vitoria-Gasteiz.
Il a étudié en Grande-Bretagne et dans la ville française de Bordeaux.

## Expositions
- 2011 : Anthologie aux archives Pilar Aróstegui[1]
- 2009 : Vitoria en noir et blanc, Vitoria-Gasteiz

## Prix et récompenses
- 1913 : 2 médailles (argent et bronze) pour l'oeuvre Me voilá au concours appelé par la firme Agfa Gevaert 8 (Belgique)
- 1916 : Médaille d'or pour l'œuvre Las dos abuelas, Magazine La Basconia, Buenos Aires
- 1921 :  Chevalier de l'ordre d'Isabelle la Catholique pour un album photographique du Corps d'artillerie